# Jeskyně Siebenhengste-Hohgant
Jeskyně Siebenhengste-Hohgant je s délkou chodeb přes 150 km druhou nejdelší švýcarskou jeskyní (po jeskyni Hölloch), hloubka jeskynních prostor je 1340 m. Jeskyně se nachází na sever od Interlakenu v Bernském kantonu. Jedná se systém vzájemně souvisejících jeskyní, mezi nimiž se již podařilo najít propojení.
Speleologové se snaží nalézt propojení tohoto systému s níže položenou jeskyní Bärenschacht. Pokud by se to podařilo, délka jeskynního systému by se prodloužila ještě o  více než 84 km. V okolních masívech se nachází mnoho dalších jeskyní.